# Iglesia arzobispal mayor

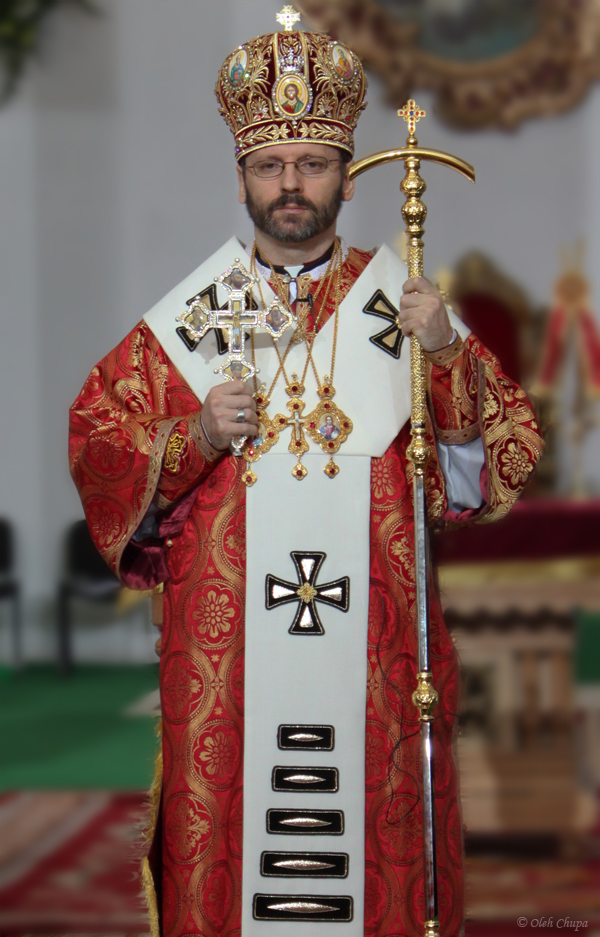
Sviatoslav Shevchuck, arzobispo mayor de Kiev-Galizia

Una Iglesia arzobispal mayor, también conocida como Iglesia archiepiscopal mayor, es una Iglesia católica oriental presidida por un arzobispo o archieparca mayor, asistido por su respectivo sínodo de obispos. Se asimila a una Iglesia patriarcal a tenor del can. 152 del Código de los Cánones de las Iglesias Orientales, aunque no esté dotada de este título.
Un arzobispo mayor es el metropolitano de una sede reconocida por el papa o un concilio ecuménico, que preside determinada Iglesia oriental sui iuris, pero que no se distingue con el título patriarcal. Lo dicho de las Iglesias patriarcales y de los patriarcas en el derecho canónico se entiende aplicable también a las Iglesias arzobispales mayores y a los arzobispos mayores, salvo que se disponga expresamente lo contrario o resulte evidente de la naturaleza del asunto.
La elección del arzobispo mayor la realiza el sínodo de obispos de la Iglesia arzobispal mayor, pero a diferencia de lo que sucedería en una Iglesia patriarcal, esta requiere la confirmación del papa; solo después de ser confirmada la elección, el candidato realiza la profesión de fe y la promesa de fidelidad ante el sínodo, es proclamado y entronizado, si es ya obispo, u ordenado antes de la entronización, si no lo es; pero si el papa deniega la confirmación, entonces debe ser realizada otra elección.

## Origen y reconocimiento
El origen de las Iglesias arzobispales mayores se remonta al Concilio de Éfeso en el año 431, cuando se reconoció la autonomía de la Iglesia de Chipre con respecto a la Iglesia de Antioquía. De acuerdo con la tradición siro-antioquena, el título de arzobispo mayor equivale al de catolicós, título tradicional oriental reconocido en 1957 por el papa Pío XII. El catolicós ejercía su potestad junto con el Santo Sínodo en el catolicosado.
Los arzobispos mayores fueron reconocidos por el Concilio Vaticano II en 1964; luego, el 18 de octubre de 1990 con la promulgación del Código de los Cánones de las Iglesias Orientales (en latín: Codex Canonum Ecclesiarum Orientalium) por el papa Juan Pablo II mediante la constitución apostólica Sacri Canones y su puesta en vigencia el 1 de octubre de 1991, las Iglesias archiepiscopales mayores quedaron reguladas por el título V del código (DE ECCLESIIS ARCHIEPISCOPALIBUS MAIORIBUS).

## Iglesias arzobispales mayores
Los arzobispos mayores siguen en la precedencia de honor inmediatamente a los patriarcas según la antigüedad de su sede como Iglesia arzobispal mayor. Las cuatro Iglesias arzobispales mayores de la Iglesia católica son las siguientes:
- Iglesia greco-católica ucraniana (reconocida el 23 de diciembre de 1963), presidida por el arzobispo mayor de Kiev-Galitzia (muchos en esta Iglesia reclaman la dignidad patriarcal para ella, pero la Santa Sede la reconoce solo como una Iglesia arzobispal mayor).[8]
- Iglesia católica siro-malabar (reconocida el 16 de diciembre de 1992), presidida por el arzobispo mayor de Ernakulam-Angamaly.
- Iglesia católica siro-malankar (reconocida el 10 de febrero de 2005), presidida por el arzobispo mayor de Trivandrum.
- Iglesia greco-católica rumana (reconocida el 16 de diciembre de 2005), presidida por el arzobispo mayor de Făgăraș y Alba Iulia.